# Чешка телевизија
Чешка телевизија (чеш. Česká televize) је јавни телевизијски сервис у Чешкој, који емитује шест канала. Основана након распада Чехословачке 1992., наследница је Чехословачке телевизије основане 1953.

## Канали

### Тренутни
| Лого | Опис |
| ---- | --- |
|      | ČT1 је општи канал који приказује породичну телевизију, чешке филмове, серије, вести, забавне програме и документарне програме. ČT1 HD је верзија ČT1 канала високе дефиниције . Раније је HD програм приказиван на ČT HD, покривајући ČT1, ČT2 и ČT4. |
|      | ČT2 емитује документарне филмове, филмове и емисије о природи, као што су документарни филмови Дејвида Атенбороа, и спортске догађаје. Овај канал такође често приказује стране филмове у оригиналним верзијама са чешким титловима, укључујући и многе филмове на енглеском језику. ČT2 HD је верзија ČT2 канала високе дефиниције . |
|      | ČT24 је први и једини 24-часовни информативни канал у Чешкој Републици, који пружа вести и информације 24 сата дневно, са извештајима сваког сата. ČT24 се емитује уживо преко интернета, као и преко сателита Astra 3A, Astra 1KR и Intelsat 10-02. Такође се емитује и преко чешких кабловских телевизијских провајдера и дигиталних земаљских сервиса. |
|      | ČT Sport (раније ČT4 Sport и ČT4) је спортски канал који емитује уживо преко сателита Astra 3A, Astra 1KR и Intelsat 10-02. Такође се емитује и преко чешких кабловских телевизијских провајдера и дигиталних земаљских сервиса. Овде се емитују делови преноса главних светских, европских и чешких спортских догађаја (нпр. Олимпијских игара, светских или европских првенстава ). ČT Sport HD је верзија ČT Sport-а високе дефиниције, покренута 3. маја 2012. године и заменила је ČT HD . |
|      | ČT Déčko је дечји канал намењен млађим гледаоцима од 4 до 12 година и покренут је 31. августа 2013. ČT Déčko емитује програм од 6 ујутру до 8 увече и дели фреквенцију са културним каналом ČT art који користи преостале сате. |
|      | ČT art је канал о уметности и култури покренут 31. августа 2013. ČT art емитује програм од 8 увече до 6 ујутру, а дели фреквенцију са дечјим каналом ČT Déčko који користи преостале сате. |

### Бивши
| Лого | Опис |
| ---- | --- |
|      | ČT HD је био канал високе дефиниције компаније ČT, који је емитовао програме са ČT1, ČT2 и ČT Sport. 1. марта 2012. канал је трансформисан у ČT1 HD, ČT2 HD, ČT sport HD. Од 15. новембра и на сателиту ČT24 HD, ČT art HD, ČT :D HD.                      |
|      | ČT3 је емитовао програме, емисије и старе филмове чешке и словачке продукције. Овај канал је покренут у марту 2020. године као одговор на пандемију COVID-19 како би се помогло старијим генерацијама да се носе са изолацијом. Угашен је 1. јануара 2023. |

## Станица

### Телевизијски студији
У оквиру телевизије послују два телевизијска студија. Телевизијски студио Брно се налази у другом највећем граду у Чешкој Републици и основан је 1961. Други студио се налази у Острави и основан је 1955. Чешка влада је 2001. изјавила да ТВ студији морају доприносити телевизијској продукцији у распону од најмање 20% удела у националном телевизијском емитовању и најмање 25 минута регионалног информисања у својој надлежности.

### Добротворност
Чешка телевизија је позната по својим великим доприносима многим добротворним организацијама. Они углавном прикупљају новац емитовањем многих корисних програма. На пример, чешка телевизија сваке године емитује добротворно вече познате чешке добротворне организације „Centrum Paraple“ где разни уметници изводе своје углавном музичке наступе. Centrum Paraple је организација која се фокусира на помоћ особама са физичким инвалидитетом.

### Образовање
Чешка телевизија креира и емитује разне образовне и програме за подизање свести намењене различитим узрастним и интересним групама. Чешка телевизија такође сарађује са разним средњим школама и универзитетима у земљи. На пример, ово укључује обезбеђивање методолошких радних листова, који су допуна аудиовизуелним демонстрацијама телевизијских програма. Што се тиче универзитета, Чешка телевизија организује програм ČT start који нуди разне радионице или чак могућности за посао за студенте завршне године студија.

### Европска радиодифузна унија
Од 1993. Чешка телевизија је члан Европске радиодифузне уније (ЕБУ), која је највеће професионално удружење националних емитера на свету и окупља преко 70 активних чланова из више од педесет земаља Европе, Северне Африке и Блиског истока и друге придружене чланове из целог света.

## Галерија
Чешка телевизија је наставила да користи корпоративни лого Чехословачке телевизије након 1992. године, тако да је лого коришћен 59 година, од 1. маја 1953. до 30. септембра 2012. године.
- ЧСТ лого
- Оригинални лого ČST-а од 1963. до 1969. године
- Други лого ČST-а од 1969. до 1975. године
- Лого ČST-а у боји од 1969. до 1993. године
- Лого 1993. године
- Лого 1997. године
- Лого у 2011. години
- Лого у 2012. години

## Спољни линкови
- Званична веб страница
- Званична веб страница (in Czech)
- Садржај Чешке телевизије на EUscreen.eu Архивирано на веб-сајту  (1. октобар 2023)